# Centromyrmex silvestrii
Centromyrmex silvestrii é uma espécie de inseto do gênero Centromyrmex, pertencente à família Formicidae.